# Georges Frêche
Georges Frêche (ur. 9 lipca 1938 w Puylaurens, zm. 24 października 2010) – francuski polityk i samorządowiec, wieloletni burmistrz Montpellier, z wykształcenia prawnik.

## Życiorys
Urodzony 9 lipca 1938 r. w Puylaurens w południowo-zachodniej Francji. Był synem oficera i nauczycielki w szkole podstawowej. Ukończył studia prawnicze w Paryżu, był wyróżniającym się absolwentem. W czasie studiów był jednym z przywódców studenckich demonstracji przeciwko wojnie w Algierii. W 1969 r. został na uniwersytecie w Montpellier zatrudniony jako profesor prawa rzymskiego.
W 1973 r. po raz pierwszy został wybrany z ramienia socjalistów jako deputowany do parlamentu z departamentu Hérault. Z przerwami zasiadał w parlamencie przez 29 lat (1973–1978, 1981–1993 i 1997–2002), jednocześnie był burmistrzem Montpellier od 1977 do 2004 r., a następnie do śmierci prezydentem regionu Langwedocja-Roussillon.
Związany z Partią Socjalistyczną do wykluczenia w 2007 r., wcześniej przez długi czas zasiadał w jej władzach centralnych. Pomimo tego nigdy nie zasiadał w rządzie, zarówno z powodu długotrwałego sporu z François Mitterrandem, jak i z nastawienia się głównie na politykę lokalną i wykorzystywania obecnej na południu niechęci do Paryża i tamtejszych polityków.
Dwukrotnie żonaty, miał z tych związków pięć córek.